# Sommer-Paralympics 2016/Teilnehmer (Singapur)
| stlisierte Goldmedaille | stlisierte Silbermedaille | stlisierte Bronzemedaille |
| ----------------------- | ------------------------- | ------------------------- |
| 2                       | —                         | 1                         |

Singapur entsandte neun Athletinnen und vier Athleten zu den Paralympischen Sommerspielen 2016 in Rio de Janeiro,  die in sechs Sportarten antraten. Fahnenträgerin für Singapur bei der Eröffnungsfeier war die Schwimmerin Pin Xiu Yip.

## Medaillen

### Medaillenspiegel
| Rang   | Sportart  | Gold | Silber | Bronze | Gesamt |
| ------ | --------- | ---- | ------ | ------ | ------ |
| 1      | Schwimmen | 2    | 0      | 1      | 3      |
| Gesamt | Gesamt    | 2    | 0      | 1      | 3      |

## Teilnehmer nach Sportart

### Boccia
| Mixed                                   |            |                        |     |   |   |               |               |               |               |               |               |    |
| Sze Ning Toh                            | Einzel BC3 | A. Leme                | 6:2 | 1 | 2 | ausgeschieden | ausgeschieden | ausgeschieden | ausgeschieden | ausgeschieden | ausgeschieden | 9  |
| Sze Ning Toh                            | Einzel BC3 | M Bjurstroem           | 1:6 | 1 | 2 | ausgeschieden | ausgeschieden | ausgeschieden | ausgeschieden | ausgeschieden | ausgeschieden | 9  |
| Nurulasyiqah Mohammad Taha              | Einzel BC3 | Jeong H.-w.            | 1:7 | 0 | 3 | ausgeschieden | ausgeschieden | ausgeschieden | ausgeschieden | ausgeschieden | ausgeschieden | 17 |
| Nurulasyiqah Mohammad Taha              | Einzel BC3 | Scott McCowan          | 2:3 | 0 | 3 | ausgeschieden | ausgeschieden | ausgeschieden | ausgeschieden | ausgeschieden | ausgeschieden | 17 |
| Nurulasyiqah Mohammad Taha Sze Ning Toh | Doppel BC3 | Griechenland           | 3:2 | 2 | 1 | —             | —             | Brasilien     | 2:6           | Griechenland  | 1:8           | 4  |
| Nurulasyiqah Mohammad Taha Sze Ning Toh | Doppel BC3 | Portugal               | 5:1 | 2 | 1 | —             | —             | Brasilien     | 2:6           | Griechenland  | 1:8           | 4  |
| Nurulasyiqah Mohammad Taha Sze Ning Toh | Doppel BC3 | Vereinigtes Königreich | 1:3 | 2 | 1 | —             | —             | Brasilien     | 2:6           | Griechenland  | 1:8           | 4  |

### Bogenschießen
| Athleten          | Wettbewerb    | Qualifikation | Qualifikation | 1. Runde | 1. Runde | Achtelfinale | Achtelfinale | Viertelfinale | Viertelfinale | Halbfinale    | Halbfinale    | Finale        | Finale        | Rang |
| Athleten          | Wettbewerb    | Ringe         | Rang          | Gegner   | Ergebnis | Gegner       | Ergebnis     | Gegner        | Ergebnis      | Gegner        | Ergebnis      | Gegner        | Ergebnis      | Rang |
| ----------------- | ------------- | ------------- | ------------- | -------- | -------- | ------------ | ------------ | ------------- | ------------- | ------------- | ------------- | ------------- | ------------- | ---- |
| Frauen            |               |               |               |          |          |              |              |               |               |               |               |               |               |      |
| Nur Syahidah Alim | Compound Open | 626           | 13            | —        | —        | K. van Nest  | 140:135      | Kim M.-s.     | 135:137       | ausgeschieden | ausgeschieden | ausgeschieden | ausgeschieden | 5    |

### Leichtathletik
Laufen
| Athleten          | Wettbewerb | Vorlauf | Vorlauf | Halbfinale | Halbfinale | Finale      | Finale | Rang |
| Athleten          | Wettbewerb | Zeit    | Rang    | Zeit       | Rang       | Zeit        | Rang   | Rang |
| ----------------- | ---------- | ------- | ------- | ---------- | ---------- | ----------- | ------ | ---- |
| Frauen            |            |         |         |            |            |             |        |      |
| Norsilawati Sa'at | 100 m T52  | —       | —       | —          | —          | 29,03 s     | 5      | 5    |
| Norsilawati Sa'at | 400 m T52  | —       | —       | —          | —          | 1:49,56 min | 5      | 5    |

Springen und Werfen
| Athleten               | Wettbewerb      | Finale  | Finale | Rang |
| Athleten               | Wettbewerb      | Weite   | Rang   | Rang |
| ---------------------- | --------------- | ------- | ------ | ---- |
| Männer                 |                 |         |        |      |
| Suhairi Bin Suhani     | Weitsprung T20  | 6,69 m  | 8      | 8    |
| Muhammad Diroy Noordin | Kugelstoßen F40 | 7,29 m  | 9      | 9    |
| Muhammad Diroy Noordin | Speerwerfen F41 | 22,71 m | 11     | 11   |

### Reiten
| Athleten | Wettbewerb(e)            | Punkte/Prozent | Rang |
| --- | ------------------------ | -------------- | ---- |
| Laurentia Tan mit Fuerst Sherlock                                                                               | Individual Test-Grade Ia | 73,522 %       | 5    |
| Laurentia Tan mit Fuerst Sherlock                                                                               | Kür Grade Ia             | 72,300 %       | 6    |
| Gemma Rose Jen Foo mit Cassis Royal                                                                             | Individual Test-Grade Ia | 62,000 %       | 24   |
| Maximillian Chern Tan mit Don's Day Dream                                                                       | Individual Test-Grade Ib | 59,517 %       | 10   |
| Gemma Rose Jen Foo mit Cassis Royal Laurentia Tan mit Fuerst Sherlock Maximillian Chern Tan mit Don's Day Dream | Mannschaft               | 401,952 %      | 14   |

### Segeln
| Mixed                            |                        |      |    |    |
| Wei Qiang Jovin Tan Qian Yin Yap | Zweier Kielboot Skud18 | 92,0 | 10 | 10 |

### Schwimmen
| Athleten           | Wettbewerb        | Vorlauf     | Vorlauf | Finale        | Finale        | Rang   |
| Athleten           | Wettbewerb        | Zeit        | Rang    | Zeit          | Rang          | Rang   |
| ------------------ | ----------------- | ----------- | ------- | ------------- | ------------- | ------ |
| Frauen             |                   |             |         |               |               |        |
| Pin Xiu Yip        | 50 m Rücken S2    | —           | —       | 1:00,33 min   | 1             | Gold   |
| Pin Xiu Yip        | 100 m Rücken S2   | —           | —       | 2:07,09 min   | 1             | Gold   |
| Rui Si Theresa Goh | 100 m Brust SB4   | 1:54,50 min | 2       | 1:55,55 min   | 3             | Bronze |
| Rui Si Theresa Goh | 50 m Freistil S5  | 45,45 s     | 15      | ausgeschieden | ausgeschieden | 15     |
| Rui Si Theresa Goh | 100 m Freistil S5 | 1:42,04 min | 13      | ausgeschieden | ausgeschieden | 13     |
| Rui Si Theresa Goh | 200 m Freistil S5 | 4:02,37 min | 12      | ausgeschieden | ausgeschieden | 12     |